# Ann Haesebrouck
Ann Haesebrouck (Brujas, 18 de octubre de 1963) es una remera belga que jugó en el equipo nacional de remo belga en los años ochenta y noventa. Medallista de bronce de los Juegos Olímpicos de verano en Los Ángeles, además ha sido ganadora y medallista de muchas regatas nacionales.

## Biografía
Nacida en Brujas, Bélgica, se dedicaba a remar en clubes de Brujas y Bruselas.
Hizo su debut internacional en remo en la temporada de 1983, cuando se unió al equipo principal de la selección belga y compitió en el Campeonato Mundial de Remo de 1983 en Duisburgo; en la clasificación de dobles femeninos, logró clasificarse únicamente para el final B y se ubicó en el protocolo final de la competencia en la octava línea.
Gracias a una serie de actuaciones exitosas, se le otorgó el derecho de defender el honor del país en los Juegos Olímpicos de verano en Los Ángeles, esta vez en individual llegó a la meta en tercer lugar detrás de la rumana Valeria Răcilă y la estadounidense Charlotte Geer, ganando así la medalla olímpica de bronce.
Después de los Juegos Olímpicos de Los Ángeles, Haesebrauck permaneció en el equipo de remo belga y continuó participando en las mayores regatas internacionales. En 1986, asistió al campeonato mundial en Nottingham, donde ocupó el sexto lugar en individual. En 1987, en el Campeonato Mundial de Copenhague, ocupó la séptima plaza en dobles.
Al estar entre los líderes del equipo nacional belga, se clasificó con éxito para los Juegos Olímpicos de 1988 en Seúl, esta vez comenzó en la clasificación de dobles, quedando en el sexto lugar en la carrera final.
Representó a su país en los Juegos Olímpicos de Barcelona 1992, donde quedó novena en dobles.

### Otros honores
- En 1983 y 1984 se convirtió en «Deportista del año en Brujas».
- En 1984 fue elegida deportista belga del año en tercer lugar.